# Calculi

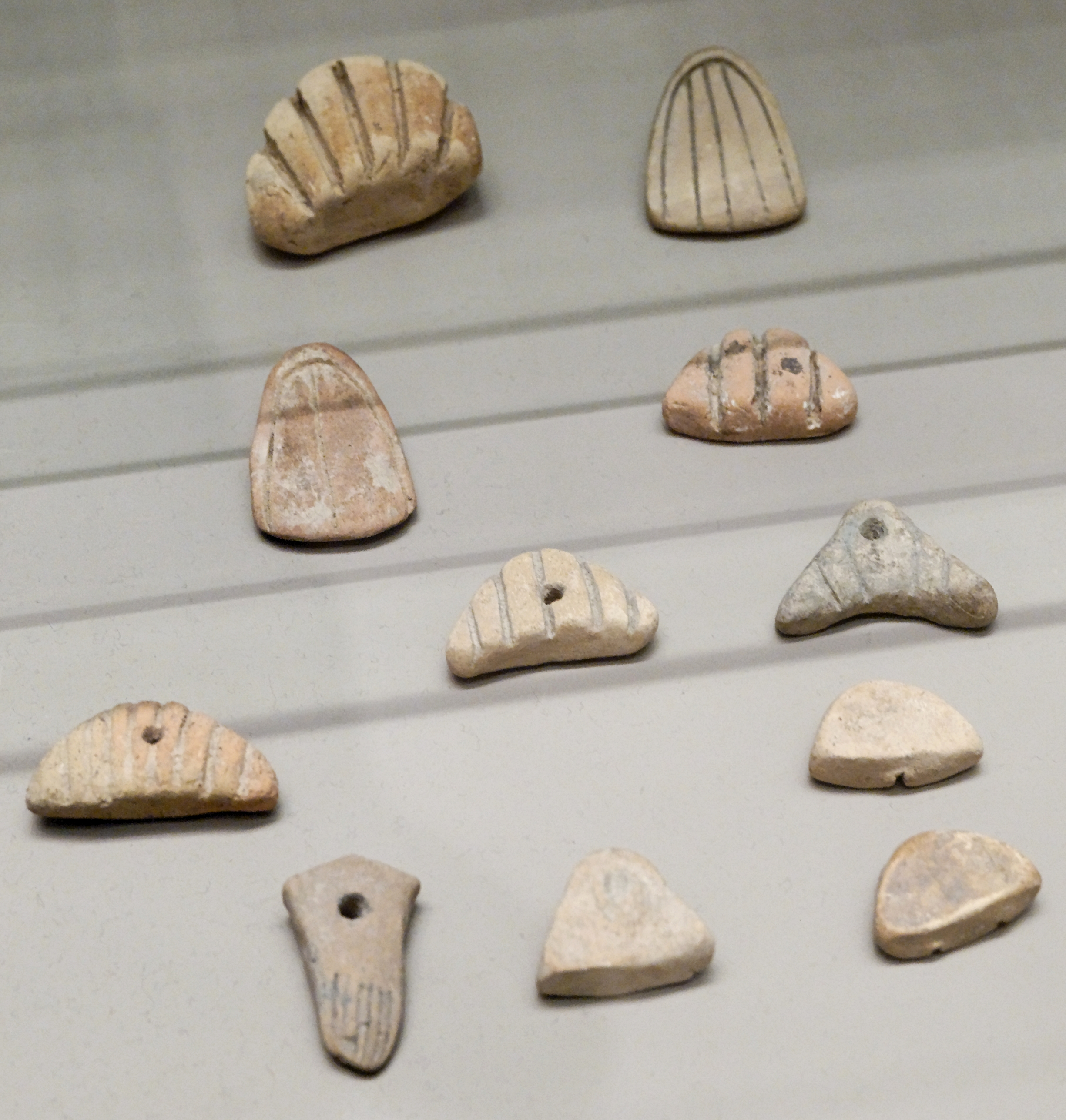
Calculi da Susa del Periodo di Uruk (Museo del Louvre)

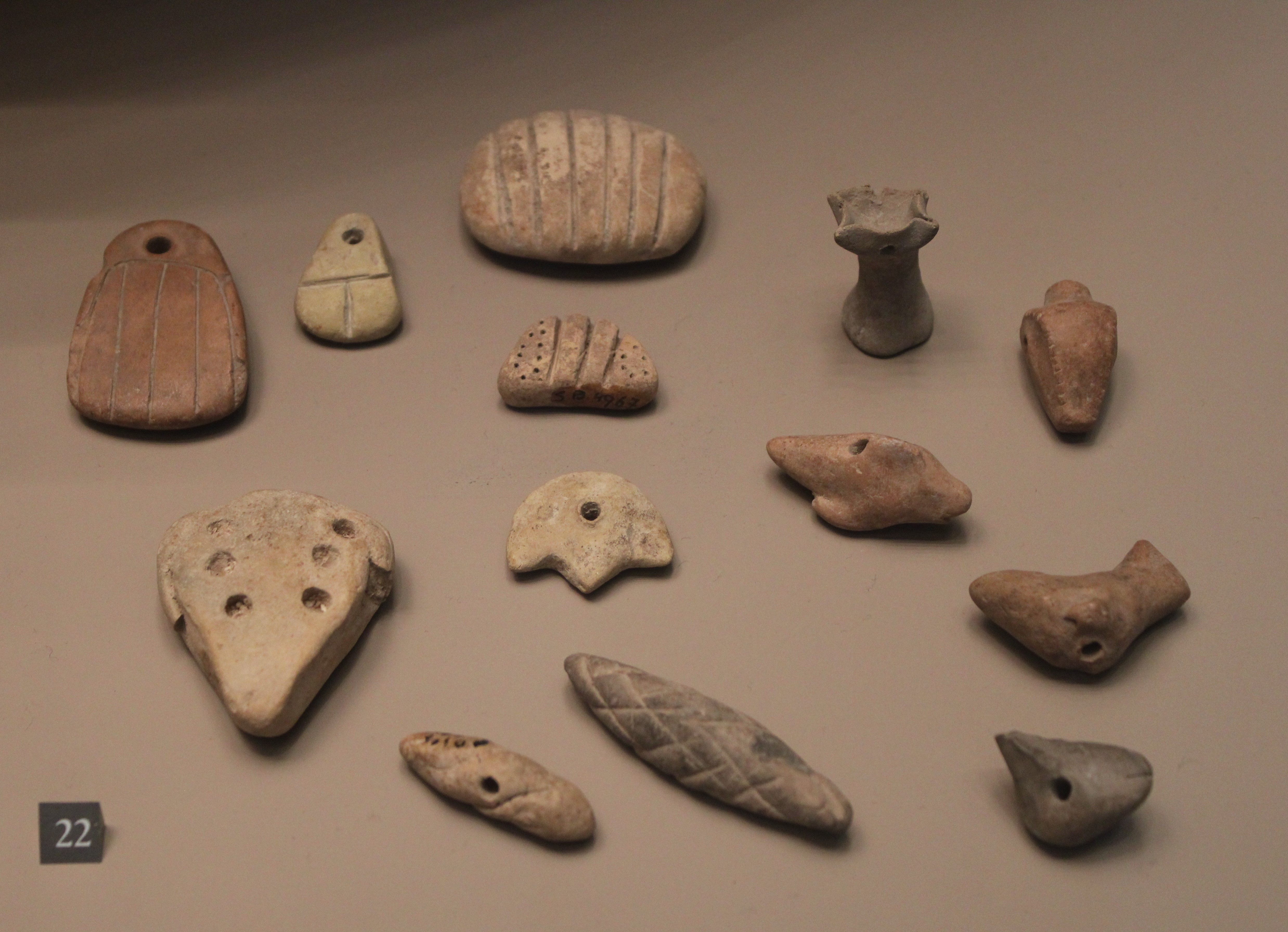
Calculi da Susa del Periodo di Uruk (Museo del Louvre)

I calculi (in latino, 'sassolini') sono piccoli oggetti di terracotta modellati e usati nel Vicino Oriente antico a partire dal Neolitico. I più antichi esemplari risalgono alla metà del X millennio a.C. Il loro uso si espanse alla fine del IV millennio a.C. Gli esemplari più tardi di calculi risalgono alla metà del I millennio a.C. e sono stati rintracciati a Tushan (Ziyaret Tepe), un centro neo-assiro nell'Anatolia sud-orientale. Erano modellati a mano e misurano 1-3 centimetri.
Non esiste unanimità sulla corretta interpretazione di questi manufatti. L'ipotesi più accreditata, avanzata negli anni settanta del Novecento dall'archeologa francese Denise Schmandt-Besserat e oggetto di critiche fin dal suo apparire, è che questi oggetti fossero usati (in fase protostorica e forse fin dall'inizio) con funzione contabile. In particolare, i calculi sarebbero stati adottati in quella fase di passaggio da una società egualitaria, fatta di nomadismo e di caccia e raccolta, alla sedentarizzazione e alla formazione di villaggi agricoli più o meno stabili e gerarchizzati.
I calculi (talvolta indicati come contrassegni o con il termine inglese tokens, 'gettoni') ebbero, secondo Schmandt-Besserat, un ruolo fondante nella iniziale messa a punto della scrittura proto-cuneiforme e quindi della scrittura cuneiforme e della scrittura in generale. Proprio il legame tra i calculi ed i logogrammi della scrittura proto-cuneiforme ha permesso di interpretare il significato di alcuni token. È considerato certo che i calculi, a partire dalla metà del IV millennio a.C., svolgessero una funzione simile, se non identica, a quella della scrittura, ma l'interpretazione offerta da Schmandt-Besserat dell'evoluzione dei segni (dai calculi tridimensionali agli stessi calculi impressi su argilla, fino ai segni che avrebbero imitato quelle impressioni, divenendo quindi scrittura proto-cuneiforme e poi cuneiforme) è stata criticata da diversi studiosi dell'origine della scrittura.
Alcune liste lessicali sumero-accadiche elencano forse tali calculi tra altri strumenti di computo e registrazione contabile. Se così fosse, il termine sumero per indicare i calculi era imna ('pietra di argilla').

## Calculisemplici ecalculicomplessi
I più antichi contrassegni pervenutici risalgono alla Prima rivoluzione agricola, quando si produsse l'addomesticamento di piante e animali, e si avviò il processo di sedentarizzazione dei cacciatori-raccoglitori (Siria e Mesopotamia). È stata dunque ipotizzata una correlazione tra l'avvento della rivoluzione neolitica e l'adozione dei calculi, nati forse come strumenti di registrazione contabile di beni: il raccolto era ormai un'attività pianificata e il cibo veniva stoccato; i calculi rispondevano, secondo l'ipotesi, alla sopravvenuta esigenza di una seminale tenuta contabile. Tipica abitazione di questi villaggi agricoli era la capanna tonda. Alcuni di questi centri avevano natura stabile (ad esempio, Tell Aswad I, Tell Mureybet III, Cheikh Hassan, che mostrano anche prove dirette di coltivazione di cereali), mentre altri (come Tepe Asiab o Ganj Dareh Tepe E) avevano natura più effimera, caratterizzandosi come accampamenti semipermanenti di cacciatori-raccoglitori. Quasi tutti i villaggi erano legati ad una vasta rete commerciale centrata sull'ossidiana. Nell'ipotesi di Schmandt-Besserat, la creazione di un sistema di registrazione contabile va legata all'agricoltura, non all'allevamento.
Calculi neolitici sono stati rintracciati in alcuni pochi villaggi agricoli in Anatolia, Alta Mesopotamia, sui Monti Zagros e nel Levante. Tra questi, Sheikh-e Abad, Mureybet, Gerico e Çayönü. Nel Neolitico tardo (VII e VI millennio a.C.), i calculi si diffusero in tutto il Vicino Oriente e rappresentano un reperto tipico della Cultura di Halaf.
I calculi del periodo preistorico (fino al 4500 a.C.) avevano forme semplici: il repertorio comprendeva poche forme geometriche (coni, sfere, cilindri, tetraedri e ovoidi) e in genere privi di segni incisi. I beni rappresentati erano i prodotti dell'agricoltura e poi anche dell'allevamento. Verso il 6000 a.C., i calculi erano ormai diffusi in tutto il Vicino Oriente e non subirono significative modifiche formali per migliaia di anni.
A partire dal V millennio a.C., il sistema divenne più articolato, fino ad un massimo di complessità raggiunto intorno al 3300 a.C. È in questo periodo che al repertorio si aggiungono rettangoli, triangoli, biconidi, paraboloidi, spirali, ovali e le forme naturalistiche (vasi, attrezzi, animali). Caratteristica importante dei calculi complessi è la presenza di segni incisi sulla superficie. Tali segni consistevano di linee, punti, spirali o altri tratti incisi, o palline d'argilla applicate alla superficie. I contrassegni a forma di dischi, triangoli e parabole sono quelli che più spesso venivano segnati con linee parallele (fino a 12) o punti (fino a 7). Calculi variamente modificati sono databili al 4500 ad Uruk e al 3500 a Susa e in Siria.
La comparsa dei calculi complessi coincide con la Rivoluzione urbana (il cui culmine va collocato tra il 3500 e il 3200 a.C.) e la nascita della città, in particolare con il cosiddetto Periodo di Uruk. È stato dunque ipotizzato che i calculi complessi servissero a registrare le attività commerciali e nuovi prodotti dell'artigianato. Essi infatti rappresentano prodotti lavorati, come olio, pane, lana, e prodotti artigianali, come tessuti, vestiti, tappeti, metalli, gioielli e utensili. Potrebbe dunque essere stata la nascita dello Stato e di un sistema di tassazione a determinare la necessità di una maggiore precisione e il sorgere di forme più specifiche. Se i calculi semplici del Neolitico rappresentavano un certo numero di capi di bestiame, i calculi complessi della fase protostorica del Vicino Oriente erano in grado di comunicare a chi conoscesse il loro significato specie, sesso ed età degli animali. I più antichi calculi complessi sono stati rintracciati al livello VI del tempio dell'Eanna ad Uruk e sono datati al 3350 a.C. Schmandt-Besserat collega l'apparizione dei calculi complessi al sorgere di altri elementi della rivoluzione urbana: edifici monumentali pubblici con mosaici a cono, le bevelled-rim bowls, i sigilli cilindrici. Questi ultimi, in particolare, raffigurano in qualche caso l'En (gran sacerdote del tempio) intento a presiedere a torture forse comminate a evasori fiscali. Secondo Schmandt-Besserat, l'apparizione dei calculi complessi è coerente con l'instaurarsi di un sistema coercitivo di redistribuzione e di un sistema fiscale, sostenuti dalla centralità del tempio come collettore del surplus prodotto dalla comunità.
Sono state individuate (tra calculi semplici e complessi) 15 forme generali, di cui 12 sono geometriche (coni, sfere, dischi, cilindri, tetraedri, ovoidi, rettangoli, triangoli, biconidi, paraboloidi, a spirale, ovali) e tre hanno intento figurativo e rappresentano vasi, attrezzi o animali. Il cono, ad esempio, indicava una piccola quantità di cereali, la sfera una grande quantità di cereali, l'ovoide rappresentava un'unità di olio e il disco con due coppie di linee parallele una misura di una certa fibra tessile. Il tipo di calculus più frequente è la sfera, mentre il più raro è il tetraedro. Le forme dei calculi semplici appaiono del tutto arbitrarie e sembrano scelte solo in base a considerazioni pratiche, cioè la facilità di produrle e riconoscerle.
La distribuzione geografica dei calculi semplici e dei calculi complessi è molto diversa. I calculi semplici sono diffusi in tutto il Vicino Oriente per la fase VIII-IV millennio a.C. Una significativa collezione di calculi semplici proviene da Jarmo (Kurdistan iracheno), dove sono stati rintracciati più di 1000 sfere, circa 200 dischi e circa 100 coni. I calculi complessi sono assai meno diffusi: non ne sono stati trovati, ad esempio, né in Palestina né in Anatolia e sembrano anzi un fenomeno interamente riferibile alla Bassa Mesopotamia (Uruk, Girsu, Ur, Nippur, Ubaid), con qualche sporadica apparizione in Susiana (Susa, Choga Mish, Moussian) a est e lungo l'Eufrate ad ovest. In Siria ne sono stati trovati a Habuba Kabira, Tell Kannas e Jebel Aruda. Nell'Alta Mesopotamia, alcuni calculi complessi sono stati rintracciati a Tell Billa (nessuno a Tepe Gawra).
Nel complesso, mentre i calculi semplici sono apparsi in qualsiasi genere di insediamento (città di varie dimensioni, villaggi e persino caverne), i calculi complessi sono riferibili solo a contesti urbani. Per questa ragione, Schmandt-Besserat ipotizza che i calculi semplici stanno per i prodotti della campagna e quelli complessi per i prodotti delle manifatture urbane.
Maiocchi distingue tre tipi di calculi: calculi semplici, calculi semplici derivati e calculi complessi. I calculi semplici derivati recano una o due incisioni, mentre i calculi complessi recano molte incisioni o fori o segni dipinti o una combinazione di queste modifiche.

## L'ipotesi deicalculicome strumento di registrazione
Nell'ipotesi dell'archeologa francese Denise Schmandt-Besserat, questi piccoli oggetti rappresentavano unità di calcolo fin dagli esemplari più antichi.
L'importanza di questi oggetti risiede nel loro valore semantico: erano infatti significativi la forma, la dimensione e gli eventuali segni su di essi incisi. Nell'ipotesi di Schmandt-Besserat, i calculi costituivano un sistema, cioè un repertorio coerente e conosciuto, in cui ciascuna forma rinviava ad un'unità di uno specifico bene (ad esempio, una certa misura di cereali o un capo di bestiame) e la diversa dimensione rinviava ad una diversa quantità di beni rappresentati (sono stati infatti rintracciati coni di 1 centimetro in altezza e coni di 3-4 centimetri; dischi spessi 3 millimetri e dischi spessi 2 centimetri; oltre a sfere, mezze sfere, quarti di sfere e tre quarti di sfere). Schmandt-Besserat afferma che "I contrassegni costituiscono il primo codice, vale a dire, il primo sistema impiegato per comunicare, elaborare e immagazzinare informazioni".
L'idea che i calculi semplici abbiano un significato numerico è generalmente accettata, almeno per quel che riguarda i calculi protostorici del IV millennio. Questo significato appare corroborato dalla generale corrispondenza tra bullae impresse, tavolette numeriche e successive tecniche di registrazione numerica, come la associazione di segni numerici e pittogrammi.
Altro elemento importante della teoria di Schmandt-Besserat è relativo alla nascita della scrittura. A lungo, l'ipotesi tradizionale è stata che la scrittura cuneiforme si fosse formata a partire da pittogrammi per poi sviluppare segni astratti (quindi dal concreto all'astratto), Schmandt-Besserat avanzò l'idea che segni concreti e segni astratti coesistettero fin dall'inizio e che i segni astratti fossero riproduzioni bidimensionali dei calculi.
La sequenza tecnologica proposta da Schmandt-Besserat è generalmente accettata: innanzitutto i calculi sfusi, poi bullae non impresse con calculi, bullae impresse con calculi, tavolette e, infine, scrittura. È stata invece criticata l'idea di Schmandt-Besserat secondo cui i calculi fossero in rapporto di uno a uno con i beni che rappresentavano e che quindi non avessero relazioni interne di significato.

## Icalculi, lebullaee l'origine della scrittura

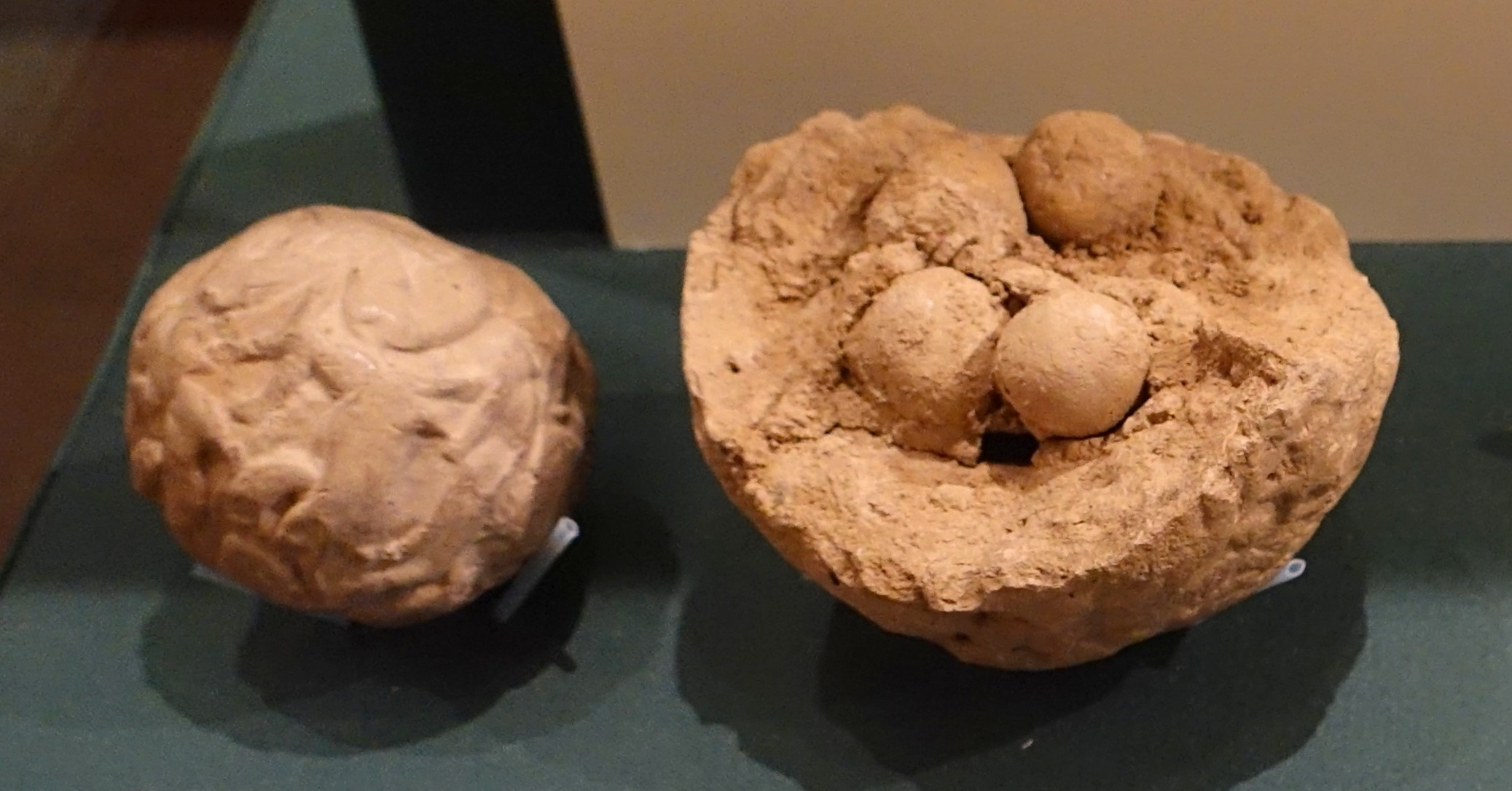
Calculi del Periodo di Uruk in una bulla (Oriental Institute Museum, Chicago)

All'inizio del IV millennio, si prese a praticare fori nei calculi. È stato ipotizzato che tali fori servissero a tenerli insieme, forse con un laccio, ad esempio nel caso della registrazione di un debito. Successivamente (intorno al 3500 ad Uruk e forse un po' dopo a Susa), si adottò la pratica di custodire i calculi in "pacchi di argilla" di forma tondeggiante, chiamati bullae (secondo la proposta di Pierre Amiet). Le bullae misuravano tra i 5 e i 7 centimetri. Nelle bullae di argilla ancora fresca venivano formate con le dita delle cavità dove inserire i calculi, probabilmente con l'idea di raccoglierli insieme, di proteggerli, ma anche di certificarne natura e numero (la cavità veniva infatti richiusa con altra argilla fresca). Nel Periodo di Uruk, i calculi furono forse utilizzati per disposizioni che giungevano a funzionari periferici dall'amministrazione centrale; ad esempio, un funzionario della periferia nelle condizioni di dover richiedere all'amministrazione centrale una certa quantità di cereali per le razioni degli operai suoi dipendenti poteva inviare una bulla con i contrassegni al suo interno; un magazziniere, rompendo la bulla e constatandone il contenuto, avrebbe consegnato l'esatta quantità richiesta, senza che il trasportatore fosse in grado di adulterare l'entità della richiesta; il magazziniere avrebbe anche conservato la bulla infranta, come ricevuta dell'esborso. Sull'intera superficie della bulla veniva impresso il sigillo cilindrico del funzionario responsabile della sua chiusura. Vi sono comunque anche calculi contenuti in bullae prive di impressioni.
L'inserimento dei calculi nelle bullae rendeva impossibile controllare quantità e natura dei primi senza infrangere le seconde. Fu forse per questa ragione che nacque l'idea di imprimere sulla superficie della bulla i calculi stessi, prima di inserirli nella cavità. In tal modo, era possibile conoscere il contenuto della bulla "leggendo" i segni impressi sulla sua superficie, ciò che rendeva la bulla un "doppio documento". Secondo l'ipotesi di Schmandt-Besserat, gli uomini protostorici si resero ben presto conto che non era necessario duplicare l'informazione, che cioè l'impressione dei calculi sull'argilla era già veicolo sufficiente dell'informazione. Ciò avrebbe portato alla rinuncia delle bullae tridimensionali e all'adozione di segni bidimensionali su tavolette d'argilla piatte e anzi il profilo tondeggiante delle prime tavolette di Uruk sarebbe, secondo Schmandt-Besserat, una caratteristica morfologica ereditata dalle bullae.
Lo studio delle bullae è complicato da due fattori: innanzitutto, ci sono pervenuti pochi esemplari (circa 130); inoltre, archeologi e direzioni museali sono legittimamente restii a romperle per scoprirne il contenuto. In ogni caso, sembra chiaro che solo i calculi semplici e solo in qualche caso i calculi semplici derivati venivano inseriti in bullae.
Intorno al 3100 a.C., il repertorio dei calculi ebbe un notevole restringimento. Si ritornò ad usare solo alcune poche forme semplici, soprattutto sfere e dischi. Il declino dell'uso dei calculi coincise con la nascita della scrittura (prima la scrittura proto-cuneiforme in Mesopotamia e la scrittura proto-elamica nell'area dell'Elam, poi la scrittura cuneiforme usata dai Sumeri).
Stando all'ipotesi di Schmandt-Besserat, nel passaggio dall'informazione tridimensionale dei calculi a quella bidimensionale delle tavolette, i calculi semplici furono sostituiti da impressioni e i calculi complessi da segni incisi. I segni impressi derivati dai calculi semplici evolvettero fino a significare i numerali, mentre i segni incisi derivati dai calculi complessi (che consistono in pittogrammi) evolvettero fino a significare la natura del bene.
Il rapporto tra calculi e prime forme di scrittura rimane controverso. Da un lato, c'è una fortissima somiglianza tra alcuni calculi complessi e alcuni segni della successiva scrittura proto-cuneiforme su tavolette d'argilla. Ad esempio, i segni di Uruk per indicare certi numerali sembrano riprodurre esattamente (sul piano bidimensionale) la forma tridimensionale dei calculi: una piccola impressione a forma di cono per il numero 1, un'impressione circolare per il numero 10, un'impressione sempre a forma di cono ma più grande per il numero 60. Dall'altro, manca una chiara correlazione tra la frequenza di alcune forme tra i calculi e la frequenza dei segni corrispondenti. Ad esempio, il segno indicante la pecora o forse il bestiame di piccola taglia, quindi pecore e capre (una croce iscritta in un cerchio) è estremamente comune nelle tavolette, ma assai rara tra i calculi. È stato osservato da Zimansky che, forse, il sistema proto-cuneiforme abbia adottato il segno della croce iscritta in un cerchio ma non il suo significato. In ogni caso, alcune bullae recano dei segni impressi sulla superficie, che vengono interpretati come indicazioni numerali. Alcune di queste impressioni furono effettuate pressando i calculi sulla superficie. Non sempre però il numero dei segni impressi sulla superficie corrisponde al numero di calculi all'interno della bulla. Che questi segni significhino numeri appare confermato dalla presenza di altri manufatti con segni simili, le cosiddette "tavolette numeriche", trovate a Uruk, Susa e Godin Tepe (centro a nord di Susa, sui Monti Zagros), ma anche dalle tavolette in proto-cuneiforme. I segni sulla superficie della bulla non venivano impressi casualmente: sembra piuttosto che un certo ordine concettuale e spaziale (colonne e linee) fosse rispettato. In particolare, sembra che si procedesse imprimendo prima i segni per le unità maggiori e poi quelli per le unità minori. Ciò rinvierebbe all'adozione di una sintassi numerica di una certa complessità, impossibile da ottenere con il mero uso dei calculi semplici.

## Storia della ricerca
Già nel 1905, l'archeologo francese Jacques de Morgan pubblicò un catalogo di ritrovamenti effettuati in Elam (Mémoires 7: Recherches archéologiques, deuxième série, insieme a Gustave Jéquier, Roland de Mecquenem, Bernard Haussoullier e D.L. Graadt van Roggen). Tale catalogo includeva alcuni piccoli oggetti di terracotta, definiti 'gettoni' o 'pedine'. Il primo studio sistematico di tali oggetti fu del 1958, ad opera Vivian L. Broman (Jarmo Figurines, tesi non pubblicata). Nel 1959, l'assiriologo austriaco-americano Adolf Leo Oppenheim pubblicò On an operational device in Mesopotamian bureaucracy (sul Journal of Near Eastern Studies). Nel 1966, l'archeologo francese Pierre Amiet pubblicò invece Elam. Questi due ultimi testi furono cruciali nella definizione del legame tra i calculi, le bullae, i sigilli e le prime forme di scrittura nel Vicino Oriente antico.
A partire dagli anni settanta del Novecento, la più importante studiosa dei calculi è stata l'archeologa francese Denise Schmandt-Besserat, la quale ne propose una teoria organica, fondata sull'assunto che questi manufatti d'argilla avessero avuto funzione contabile fin dall'VIII millennio. Successivamente, oggetti interpretati come possibili calculi sono stati datati al X millennio a.C.